# Józef Boksa
Józef Boksa, także Józef Boxa (ur. 8 kwietnia 1885 w Woli Rogowskiej, zm. 30 października 1971 w Piasecznie) – polski urzędnik i działacz państwowy okresu dwudziestolecia międzywojennego.

## Pochodzenie i edukacja
Pochodził z wielodzietnej rodziny włościańskiej Ludwika (ur. 1846) i Agnieszki z Szotów (ur. 1861), z Woli Rogowskiej, w powiecie dąbrowskim. W latach 1899–1907 uczęszczał do c. i k. Gimnazjum w Tarnowie, gdzie w maju 1907 zdał egzamin dojrzałości. Studiował na Wydziale Prawa Uniwersytetu Jagiellońskiego i Uniwersytetu Franciszkańskiego we Lwowie (1907–1912).

## Kariera zawodowa
Służbę urzędniczą rozpoczął w 1913 w zaborze austriackim, najpierw jako praktykant konceptowy, a następnie koncypista Namiestnictwa Galicyjskiego we Lwowie. Delegowany przez Namiestnictwo do pracy w Kołomyi, Białej, Węgierskim Hradyszczu, Trembowli, Radomiu. Od listopada 1918 w służbie niepodległej Polski, pracował jako urzędnik szczebla powiatowego w Radomiu, Włoszczowie i Aleksandrowie Kujawskim. Następnie zajmował stanowisko starosty powiatowego, kolejno: łowickiego, płockiego, stanisławowskiego i będzińskiego. Po objęciu starostwa będzińskiego stał się również z urzędu zwierzchnikiem powiatu miejskiego w Sosnowcu (starostą grodzkim). Jako starosta z mocy prawa stał na czele sejmików powiatu oraz, jako władza wykonawcza, wydziałów powiatowych w miejscach sprawowania swoich funkcji.
W 1922 przeprowadził reorganizację instytucji państwowych i szkół średnich w Łowiczu, koncentrując te pierwsze blisko siebie w centrum miasta, jednocześnie przenosząc do opróżnionych budynków siedziby trzech szkół średnich, zajmujących dotychczas jeden wspólny budynek. W 1926 dokonał w Płocku uroczystego otwarcia stadionu miejskiego. Jako starosta będziński wspierał różnego rodzaju lokalne inicjatywy społeczne, m.in. stanął na czele Komitetu Propagandy Radia, z inicjatywy którego 15 stycznia 1936 uruchomiono w Sosnowcu podstudio Polskiego Radia Katowice, przewodził także Komitetowi Szkoły Szybowcowej Zagłębia Dąbrowskiego. W 1933, w prowadzonym przez starostwo będzińskie procesie karno-administracyjnym, zatwierdził precedensowy wyrok aresztu dla dyrektorów kopalni „Helena”, zalegających wobec robotników z wypłatą wynagrodzeń.
Tuż po zajęciu polskich terytoriów przez Niemcy, pod koniec września lub na początku października 1939 w miejsce starosty będzińskiego został wprowadzony urząd landrata, który objął Udo Klausa. Boksa, wraz z innymi przedstawicielami administracji rządowej i samorządowej, ewakuował się na Węgry. Po wojnie zatrudniony w Zjednoczeniu Przemysłu Węglowego w Wałbrzychu. Szykanowany przez UB, w 1948 aresztowany i sądzony za „faszyzację życia w Polsce przed wojną”.
Pod koniec życia mieszkał w podwarszawskim Zalesiu.
Od 1928 jego żoną była Eleonora Krenclin z Płocka.

## Ordery i odznaczenia
- Krzyż Oficerski Orderu Odrodzenia Polski (27 listopada 1929)[14]
- Złoty Krzyż Zasługi (dwukrotnie: 10 sierpnia 1924[15], 11 października 1927[16])
- Medal Dziesięciolecia Odzyskanej Niepodległości